# Luna Melis
Luna Melis   (Uta, 15 de gener de 2002), sovint dita simplement Luna, és una cantant i rapera italiana. Aconsegueix popularitat nacional a partir del 2018 amb la seva participació en el talent show italià X Factor, on es classifica tercera.

## Biografia
Luna neix el 2002 a Càller, capital de l'illa de Sardenya, i creix a Uta, un poblet a prop de la ciutat. La música és des de sempre la seva gran passió, i va iniciar a cantar des de petita. Recolzada per la seva família, també comença a estudiar piano. 

El 2013, participa per la primera vegada en un programa de televisió: es tracta del talent show per a nens i nois Io canto, on Luna arriba tercera. Quatre anys després, pren part de Tra sogno e realtà, programa amb una fórmula similar. 

El 2018, participa en la 12ena edició italiana del talent show X Factor: aquí el cantant Manuel Agnelli, un dels coach de la transmissió, la eligeix per al seu equip. Les seves exibicions són molt apreciades pel públic, i finalment Luna conquereix la tercera posició. 
 A X Factor, Luna presenta el seu primer senzill, Los Angeles: la cançó vend més de 25.000 còpies i Luna és premiada amb el Disc d'Or italià. 

El 8 de març 2019, surt el seu segon senzill Donna Domani (en italià: Dona Demà), en col·laboració amb Chadia Rodriguez.

## Estil musical
L'estil de Luna uneix pop i hip hop (de vegades, també amb una aportació de l'electrònica), amb una combinació de cant i rap. Ha estat definida "la nova promesa de l'escena urban italiana".

## Discografia

### Senzills
- Los Angeles (2018)
- Donna Domani (2019)

## Premis
- Disc d'Or ( Itàlia, 2019) per Los Angeles